# Deutsches Meisterschaftsrudern 1970
Das 81. Deutsche Meisterschaftsrudern wurde 1970 in Duisburg ausgetragen. Im Vergleich zu den Vorjahren wurde der Doppelvierer mit Steuerfrau im Stilrudern aus dem Wettkampfprogramm gestrichen. Neu ins Programm aufgenommen wurden der Zweier ohne Steuerfrau und der Vierer mit Steuerfrau. Somit wurden insgesamt Medaillen in 17 Bootsklassen vergeben. Davon 12 bei den Männern und 5 bei den Frauen
Es waren keine Renngemeinschaften, sondern nur Vereinsmannschaften startberechtigt.

## Medaillengewinner

### Männer
| Bootsklasse                           | Gold | Silber | Bronze |
| ------------------------------------- | --- | --- | --- |
| Einer                                 | Udo Hild (Mainzer RG 1898) | Wolfgang Glock (Karlsruher RK Alemannia) | Jochen Meißner (Mannheimer RV Amicitia) |
| Doppelzweier                          | Heilbronner RG Schwaben Jochen Ungerer Klaus Kaiser | Mainzer RG 1898 Udo Hild Klaus Opitz | Münchener RSV Bayern von 1910 Karl-Heinz Marquardt Reinhold Walther                                                                                                   |
| Zweier ohne Steuermann                | Mannheimer RV Amicitia von 1876 Oluf Naß Armin Holm | RC Germania Düsseldorf Peter Wilbert Wolfgang Müller | RG Marktheidenfeld Hartmut Wachs Bernhard Gruss |
| Zweier mit Steuermann                 | Regensburger RV Helmut Müßig Heinrich Brunner Johannes Müßig (Stm.)                                                                                              | Hanauer RC Hassia Bernhard Hiesinger Norbert Kindlmann Lutz Benter (Stm.)                                                                                        | Gießener RG 1877 Hans-Joachim Huber Bernhard Funk Rainer Wünch (Stm.)                                                                                                 |
| Vierer ohne Steuermann                | Mainzer RV von 1878 Jörg Henn Klaus Nagel Ulrich Buchholz Friedrich Fischer                                                                                      | Bamberger RG 1884 Rainer Schmitt Rainer Dachwald Josef Schneider Karl-Heinz Beilstein                                                                            | Hannoverscher RC von 1880 Peter Buschmann Klaus Schmidt Harald Thoms Winfried Schmidt                                                                                 |
| Vierer mit Steuermann                 | Berliner RC Wolfgang Paul Hartmut Rose Klaus Jäger Peter Teichert Philipp Nix (Stm.)                                                                             | Frankfurter RG Germania 1869 Horst Mayerle Günter Schürholt Einar Trautmann Franz Plitzner Ronald Fritscher (Stm.)                                               | Ruderclub Hansa von 1898 Reinhard Wendemuth Dieter Knief Friedel Schlecht Bernd Truschinski Uwe Indefrey (Stm.)                                                       |
| Achter                                | Berliner RC Bernhard Hoffmann Heiko Köpke Kurt Krollpfeiffer Wolfgang Paul Klaus Jäger Hartmut Rose Rolf Sterath Peter Teichert Philipp Nix (Stm.)               | Mainzer RV von 1878 Jörg Henn Klaus Nagel Friedrich Fischer Ulrich Buchholz Werner Scherer Martin Quetscher Raimund Schirra Rolf Volland Dieter Hubertus (Stm.)  | Ratzeburger RC Peter Niehusen Heinz Kampff Franz-Christian Niehusen Hans-Joachim Lange Michael Basista Harry Sembach Bernhard Agte Gero Wessel Gunther Tiersch (Stm.) |
| Leichtgewichts-Einer                  | Peter Hinz (Heidelberger RK 1872) | Klaus Carow (RC Neumünster) | Rainer Lorscheider (Saarbrücker RG Undine) |
| Leichtgewichts-Doppelzweier           | RC Rhenania Koblenz Hans-Joachim Gramkow Friedhelm Schäfer | Tübinger RV Fidelia Rainer Heusel Wilhelm Dieter | Berliner RC Welle-Poseidon Michael Herrmann Jörg Hirtschulz |
| Leichtgewichts-Vierer ohne Steuermann | Münchener RC von 1880 Peter Drews Wolfgang Natus Udo Schilling Günter Wüst                                                                                       | ARV Alania Hamburg Heino Ramm Rainer Schmidt Jürgen Roschlaub Bernd Hänyes                                                                                       | Mainzer RV von 1878 Horst Faber Wolfgang Fritsch Hans Fischer Gerhard Kolb                                                                                            |
| Leichtgewichts-Vierer mit Steuermann  | Mannheimer RV Amicitia von 1876 Siegfried Radandt Karl-Heinz Bendlin Jörg Kruse Rainer Stengel Peter Salzmann (Stm.)                                             | Ulmer RC Donau Wolfram Nikolai Albert Falschebner Bernd Heim Kraft-Otto Steinle Johannes Rasper (Stm.)                                                           | WSV Godesberg Herbert Kaiser Peter Rennenberg Hans-Werner Reins Volkmar Köller Wolfgang Gallep (Stm.)                                                                 |
| Leichtgewichts-Achter                 | ETuF Essen Achill Jacobs Klaus Weber Norbert Laurich Dieter Kleinmann Knut Wenning Rüdiger Münchenhagen Christian Müller Michael Dörnemann Alto Kirchhoff (Stm.) | Berliner RV von 1876 II Axel Wiersig Lothar Müller Werner Hackbarth Bernd Hübner Wolfgang Henze Helmut Henze Reinhard Kunde Norbert Müller Andreas Thiede (Stm.) | Berliner RV von 1876 I Herbert Wollmann Hans Töske Hans-Jürgen Rose Heinrich Horn Dieter Bojahr Bernhard Köper Lutz Haffke Olaf Donner Joachim Arndt (Stm.)           |

### Frauen
| Bootsklasse                 | Gold | Silber                                                                                                  | Bronze                                                                                       |
| --------------------------- | --- | --- | -------------------------------------------------------------------------------------------- |
| Einer                       | Astrid Hohl (Coblenzer RG 1921)                                                                         | Regine Adam (Ratzeburger RC)                                                                            | Helga Flintsch (ETuF Essen)                                                                  |
| Doppelzweier                | Passauer RV von 1874 Brigitte Völkner Edith Baumann                                                     | Münchener RSV Bayern von 1910 Ingrid Römer Marlies Wünsch                                               | RC Witten Eva Weber Irmtraud Schünemann                                                      |
| Zweier ohne Steuerfrau      | RG Germania Kiel Astrid Kallmeyer Ilse Lebert                                                           | Lübecker Frauen-RK Margret Dohrendorf Doris Olak                                                        | Keine weiteren Boote am Start.                                                               |
| Doppelvierer mit Steuerfrau | RV Siemens Berlin Dagmar Gutz Charlotte Aschenbach Brigitta Osterland Ingrid Pilar Renate Grünke (Stm.) | RC Tegel 1886 Karin Huhnholz Christa Zimmermann Eva Tübcke Renate Hinkelmann Hella Jordan-Schötz (Stm.) | Duisburger RV Renate Nicola Ute Meyer Sigrid Pleuger Dorothea Hellmann Hannelore Keim (Stf.) |
| Vierer mit Steuerfrau       | RC Tegel 1886 Karin Huhnholz Christa Zimmermann Eva Tübcke Renate Hinkelmann Hella Jordan-Schötz (Stm.) | Keine weiteren Boote angetreten.                                                                        | Keine weiteren Boote angetreten.                                                             |